# 旱生无心菜
旱生无心菜（学名：Arenaria xerophila）为石竹科无心菜属的植物，为中国的特有植物。分布在中国大陆的四川、云南等地，生长于海拔2,600米至3,600米的地区，多生于山坡草地，目前尚未由人工引种栽培。

## 别名
旱生蚤缀（拉汉种子植物名称）

## 异名
- Arenaria xerophila W. W. Smith var. xiangchengensis (L. H. Zhou) C. Y. Wu